# 山辺町立山辺小学校
山辺町立山辺小学校（やまのべちょうりつ やまのべしょうがっこう）は山形県東村山郡山辺町にある公立小学校。

## 概要
山辺町の地区の中心部にある小学校である。

## 沿革
- 1873年（明治6年） - 山野辺学校として開校。
- 1947年（昭和22年） - 山辺町立山辺小学校に改称。
- 1961年（昭和36年） - 現在地に校舎増築。
- 1978年（昭和53年） - 新校舎完成。
- 2019年（平成31年） - 大寺小学校が閉校し、山辺小学校が受け入れ校となる。

## 学区
- 本町・駅前・仲町・大手町・東町・東高楯・高楯1丁目・高楯2丁目・西高楯・芦沢・弾正淵・下裏小路・東館・上裏小路・前小路・西館・前ノ内・西町・北ノ宿・上野・上宿・長嶋1丁目・長嶋2丁目・長嶋3丁目・緑ケ丘1丁目・緑ケ丘2丁目・緑ケ丘3丁目・緑ケ丘4丁目・緑ケ丘5丁目・上田小路・沢寺・田中・南町1丁目・南町2丁目・南町3丁目・田小路・鍛冶町・鍛冶町2丁目・新町1丁目・新町2丁目・新町3丁目・清水町・大門町1丁目・大門町2丁目・大門町3丁目・大門町4丁目・大門町5丁目・大門町6丁目・大門町7丁目・大門東光台・三河尻、西之表・天神・橋本・学校前・久保・南組・北組・鬼ノ目・蓮台寺・諏訪・熊沢・宿・上道・荒宿・杉下・東・中丸・前方・荒谷・相ノ沢・湯舟・面白・遅根松山・軽井沢[1]

## 児童数
| 年度 | 男子 | 女子 | 計  |
| ---- | ---- | ---- | --- |
| 2013 | 242  | 236  | 478 |

## 卒業後
- 山辺中学校へ進学する。

## 著名な出身者
- 城戸川りょう（小説家）[2]
- 後藤紀一（画家、小説家）
- 峯田和伸（シンガーシングライター）